# Parroquia de Saint Thomas (Jamaica)
La Parroquia de Saint Thomas (en inglés: Saint Thomas Parish) es una de las catorce parroquias que forman la organización territorial de Jamaica, se localiza dentro del condado de Surrey.

## Demografía
La superficie de esta división administrativa abarca una extensión de territorio de unos 742,8 kilómetros cuadrados. La población de esta parroquia se encuentra compuesta por un total de 93 000 personas (según las cifras que arrojó el censo llevado a cabo en el año 2001). Mientras que su densidad poblacional es de unos 125 habitantes por cada kilómetro cuadrado aproximadamente.